# Любимовский сельсовет (Курганская область)
Люби́мовский сельсове́т —  упразднённые административно-территориальная единица и муниципальное образование  со статусом сельского поселения в Далматовском районе Курганской области Российской Федерации.
Административный центр — село Любимово.

## История
В соответствии с Законом Курганской области от 6 июля 2004 года № 419 сельсовет наделён статусом сельского поселения.
Законом Курганской области от 31 октября 2018 года N 134, Любимовский и Юровский сельсоветы были упразднены, а их территории с 17 ноября 2018 года включены в состав Уксянского сельсовета.

## Население
| 2002 | 2010 | 2012 | 2013 | 2014 | 2015 | 2016 |
| ---- | ---- | ---- | ---- | ---- | ---- | ---- |
| 1116 | ↘917 | ↘885 | ↘862 | ↘822 | ↘792 | ↘751 |
| 2017 | 2018 | 2019 |      |      |      |      |
| ↘739 | ↘712 | ↘686 |      |      |      |      |

## Состав сельского поселения
| № | Населённый пункт | Тип населённого пункта       | Население |
| - | ---------------- | ---------------------------- | --------- |
| 1 | Брюхово          | деревня                      | ↘32       |
| 2 | Любимово         | село, административный центр | ↘885      |